# Lance bombes de 135 mm modèle 1932

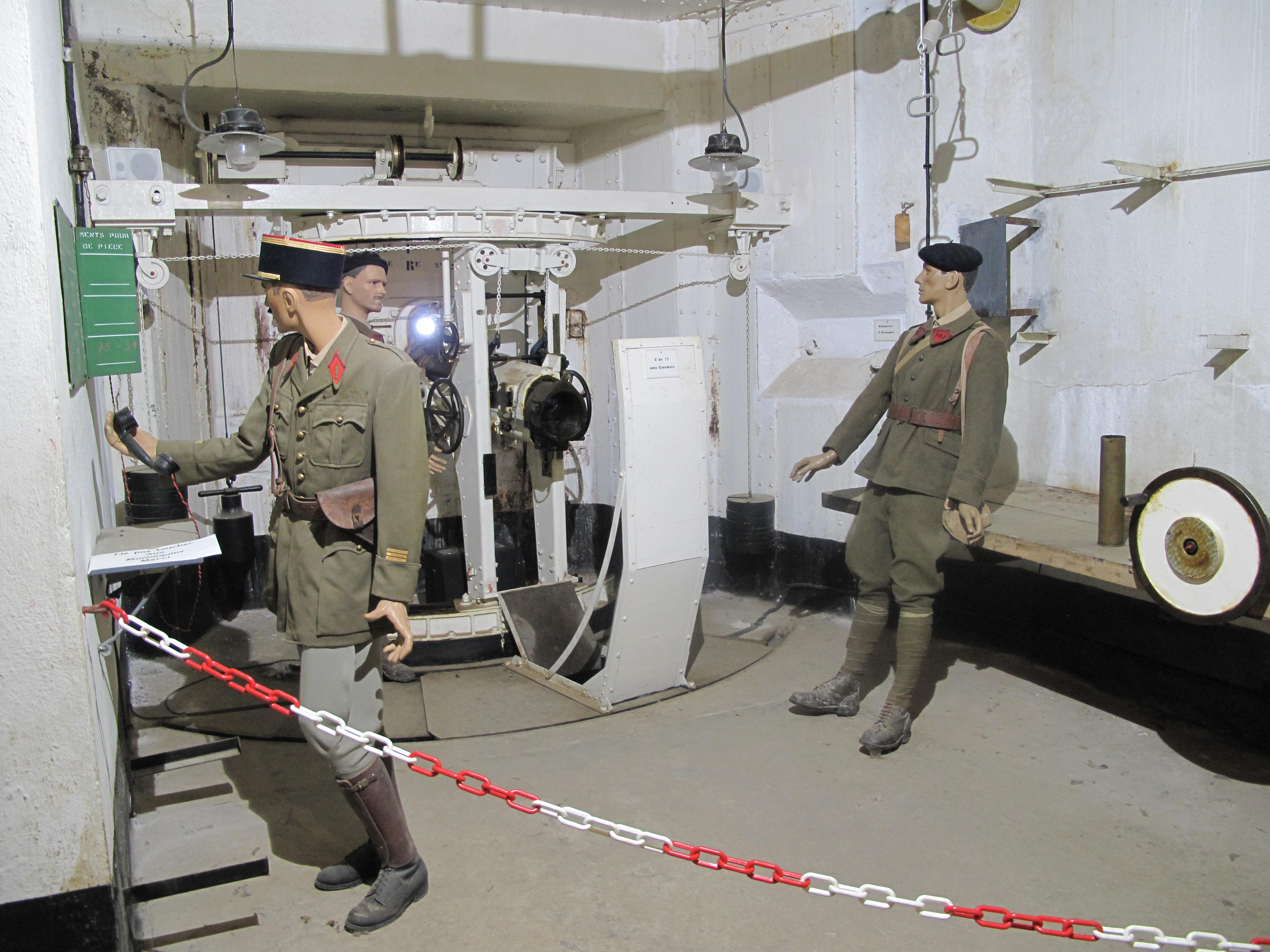
photographie d'un canon lance bombes de 135 mm dans l'ouvrage de Sainte-Agnès.

Le lance-bombes de 135 mm modèle 1932 est un engin destiné à défendre jusqu'à 3 000 ou 4 000 m les approches des gros ouvrages et d'écraser l'ennemi et ses travaux d'approche. Il a été installé indifféremment sous casemate ou sous tourelle.

## Historique
Conçu à l'origine comme un simple crapouillot, le lance-bombes de 135 mm est devenu au fil du temps un obusier classique.

C'est une conception originale en France, mais il présente certaines analogies avec des armes allemandes de la Première Guerre mondiale, notamment avec le célèbre mortier allemand de 130, terreur des combattants français de 1914-1918.

## Caractéristiques techniques
- longueur du tube : 1,145 m
- poids : 288 kg
- portée : 6 000 m
- cadence de tir : 8 coups par minute
- refroidissement : 250 l d'eau par jour
- culasse : semi-automatique
- munitions employées : obus 1930 (obus A) et obus 1931 (obus AO) à forte capacité explosive (4,5 kg)[2].

La pièce ne comportant pas de lunette de tir et la volée du tube ne dépassant pas l'embrasure, celle-ci a pu être munie d'un volet blindé

## Nombre de lance-bombes installés
En 1939, 43 lance-bombes avaient été installés se répartissant ainsi :
- sous casemate : 9 tubes, dont 7 dans le Nord-Est et 2 dans le Sud-Est (ouvrage de Sainte-Agnès dans les Alpes-Maritimes) ;
- sous tourelle : 34 tubes, soit 16 tourelles dans le Nord-Est et 1 dans le Sud-Est (ouvrage du Monte-Grosso)[3].